# Turmion Kätilöt
I Turmion Kätilöt ("levatrici della rovina") sono una band industrial metal finlandese di Kuopio, fondata nel 2003 da MC Raaka Pee e DJ Vastapallo, gli unici due membri del gruppo. Ciononostante, nei concerti essi vengono affiancati da Spellgoth (il cantante dei Trollheim's Grott, una band di industrial/black metal finlandese), Master Bates, RunQ e DQ.

## Divergenze con la casa discografica
La band ha un contratto con la Ranka Recordings (etichetta della Spinefarm Records), ma, dopo l'uscita del secondo album Pirun Nyrkki ("Il pugno del diavolo") il 29 marzo 2006, è sorta una lite tra i Turmion Kätilöt e i dirigenti della Spinefarm riguardo all'incasso per le vendite del disco. La band ha fatto causa alla casa discografica e, a processo ancora in corso, ha messo a disposizione per il download sul proprio sito prima il nuovo singolo Minä määrään ("Comando io") il 21 maggio 2008 e in seguito, l'11 giugno, il nuovo album U.S.C.H.!.
Il 9 marzo 2009 il gruppo ha pubblicato sul proprio sito un comunicato secondo il quale le divergenze con la Spiefarm Records sono state appianate. L'album U.S.C.H. viene pubblicato su CD con 2 tracce bonus il 20 maggio 2009. L'album presenta una novità rispetto ai precedenti: per la prima volta Spellgoth, che cantava solo nelle performance live, ora affianca MC Raaka Pee anche sul CD.
Il 17 ottobre 2010 esce "Ihmisixsixsix" ("Umanoseiseisei"), primo singolo del quarto album Perstechnique ("Culotecnica"), presentato al Finnish Metal Expo di Helsinki e in vendita dal 23 febbraio 2011.
Nel dicembre 2012 un comunicato della band annuncia che il cantante MC Raaka Pee è stato colpito da ictus cerebrale. Il gruppo annulla di conseguenza tutti concerti durante la degenza in ospedale del leader del gruppo. Ma anche qui continua a lavorare. Infatti a gennaio annuncia che la lavorazione per il nuovo album è in corso. Terminato il ricovero, a marzo 2013 ripartono i concerti. Il 4 aprile 2013 esce "Jalopiina" ("Il Nobile Dolore"), primo singolo del prossimo album.

## Formazione
- MC Raaka Pee - voce
- Bobby Undertaker - chitarra

Nei live sono affiancati da:
- Spellgoth - voce
- Master Bates - basso
- RunQ(Janne Tolsa)-Tarot - tastiera
- DQ - batteria

Ex membri della band:
- DJ Vastapallo - chitarra
- Plastinen - voce live

## Discografia
Album in studio
- 2004 - Hoitovirhe
- 2006 - Pirun Nyrkki
- 2008 - U.S.C.H.!
- 2011 - Perstechnique
- 2013 - Technodiktator
- 2015 - Diskovibrator
- 2016 - Dance Panique
- 2018 - Universal Satan
- 2020 - Global Warning

EP
- 2005 - Niuva 20

Raccolte
- 2012 - Mitä näitä nyt oli